# Obudu-Plateau
Das Obudu-Plateau ist ein Mittelgebirgsplateau im Nordosten des Bundesstaats Cross River, im Südosten Nigerias. Diese Hochlandregion ist eine westliche Fortsetzung des Bamenda-Hochlands an der Grenze zu Kamerun.
Das cireca 103 km² große Gebirgsplateau erreicht eine durchschnittliche Höhe von etwa 1500 Metern über dem Meeresspiegel, wobei einige Berge sich bis über 1700 Meter über dem Meeresspiegel erheben. Damit gehört es neben dem Mambilla-Plateau und dem Bauchiplateau zu den höchsten Geländeerhebungen Nigerias. Es besteht aus einer Mischung aus Basalt-, Granit-, Schiefer-, Gneisgesteinen und entstand im Gefüge der Aufwölbung der Vulkankette entlang der Kamerunlinie. Das Alter der basaltischen Doleritgesteine konnte auf ein Alter von 140 Millionen Jahre datiert werden, diese durchbrechen als Dykes das präkambrische Grundgestein. Durch die hohen Niederschläge unterliegt das Gestein des Plateaus einer lateritischen Verwitterung.
Das Obudu-Plateau hat durch seine Höhenlage ein gemäßigtes Klima, die Tagesdurchschnittstemperaturen erreichen zwischen 15 und 22 °C, während der Regenzeit des Westafrikanischen Monsuns im Juli bis August, während in den Nächten die Temperaturen bis auf 5 °C sinken können. Die jährliche Niederschlagsmenge beträgt ca. 4.300 mm.
International bekannt wurde das Obudu-Plateau durch den Obudu-Berglauf.

## Flora und Fauna
Die Flora und Fauna des Plateaus gehört zu den reichhaltigsten Ökosystemen Nigerias. Bedeckt wird es durch einen Gebirgsregenwald, der mit Gras- und Buschsavannen durchsetzt ist. In den Wäldern lassen sich zahlreichen Arten der Feigen (Ficus sp.), der bis zu 30 Metern hohen Polyscias fulva und dem Baumfarn Cyathea manniana finden. Die Bäume sind oft mit Aufsitzerpflanzen geschmückt.
Es gibt Vorkommen kleinerer Populationen der vom Aussterben bedrohten Primaten des Cross-River-Gorillas (Gorilla gorilla diehli) und der Preuss-Meerkatze (Cercopithecus preussi).
Insgesamt wurden auf dem Plateau 155 Vogelarten registriert, darunter der Bergtrogon (Apaloderma vittatum), Kehlbindenspecht (Campethera tullbergi), Bergwaldbülbül (Andropadus tephrolaemus), Baglafechtweber (Ploceus baglafecht), Kamerunrötel (Cossypha isabellae).
Bis in die 1950er Jahre galt das Obudu-Plateau als unbewohnt, erst durch die Gründung eines staatseigenen Hotels 1959 wurde es erschlossen und erste Straßen gebaut. Seitdem nahm der Bevölkerungsdruck auf die Natur immer mehr zu und die Ökosysteme des Plateaus wurden stärker fragmentiert. Dennoch können immer wieder neue Arten entdeckt werden, wie z. B. eine neue Froschart der Gattung Phrynobatrachus im Jahr 2011.